# Pâques Man
Pour plus de détails, voir Fiche technique et Distribution.
Pâques Man est un court métrage écrit et réalisé par Michel Leray en 2000.

## Synopsis
Monsieur Cadœuf (Ludovic Berthillot), PDG d'une entreprise d'œuf surprise est enlevé sur un parking… Plus tard, il se réveille dans une pièce sombre. C'est alors qu'une télé s'allume et un personnage (le ravisseur) lui raconte que la clé de la salle est cachée dans un Kinder Surprise greffé sous la peau du professeur…

## Fiche technique
Source
- Réalisation : Michel Leray
- Scénario : Michel Leray, David Neiss
- Image : Gabriel Biggs
- Montage : Patrice Banaïas, Michel Leray
- Musique : Olivier Armand, Michael Goreman
- Producteur : La Boîte
- Distribution : Talantis Films
- Langue : français
- Format : couleur - 2,35 : 1

## Distribution
Source
- Loïc Houdré : le chirurgien
- Ludovic Berthillot : M. Cadoeuf
- Lyia Terki : la mère
- Keren Leborgne : la petite fille